# Ҡ
Ҡ, ҡ или Башкирско Ка е буква от кирилицата. Обозначава беззвучната мъжечна преградна съгласна /q/. Използва се в башкирския език, където е 15-а буква от азбуката.
Аналогична кирилска буква на Ҡ е Қ.
Произлиза от кирилското К, към чиято горна част е добавено удължение.

## Кодове
| Буква  | Уникод |
| ------ | ------ |
| Главна | U+04A0 |
| Малка  | U+04A1 |

В други кодировки буквата Ҡ отсъства.